# Rhynchophorinae
Rhynchophores
Sous-famille
Les Rhynchophorinae ( ou Rhynchophores) sont une sous-famille d'insectes coléoptères de la famille des Dryophthoridae. 

## Systématique
La sous-famille des Rhynchophorinae a été décrite par l'entomologiste suédois Carl Johann Schoenherr en 1838.

### Taxinomie
Elle se compose de six tribus :
- Diocalandrini Zimmerman, 1993
- Litosomini Lacordaire, 1865
- Ommatolampini Lacordaire, 1865
- Polytini Zimmerman, 1993
- Rhynchophorini Schönherr, 1838
- Sphenophorini Lacordaire, 1865